# Bonanza : La Nouvelle Génération
Pour plus de détails, voir Fiche technique et Distribution.
Bonanza : La Nouvelle Génération (Bonanza: The Next Generation) est un téléfilm américain de John Erman diffusé le 23 mars 1988 sur CBS. 
En France, le téléfilm a été rediffusé le 9 septembre 1990 sur La Cinq

## Distribution
- Robert Fuller : Charlie Poke
- John Ireland : Capt. Aaron Cartwright
- Peter Mark Richman : Mr. Dunson
- John Amos : M. Mack
- Michael Landon Jr. : Benjamin 'Benj' Cartwright
- Barbara Anderson : Annabelle 'Annie' Cartwright
- Brian A. Smith : Josh Cartwright
- Richard Bergman : Sheriff Montooth
- Gillian Greene : Jennifer Sills
- Kevin Hagen : Nathaniel Amsted